# Katherine L. Adams
Katherine Leatherman Adams (Nueva York, 20 de abril de 1964), conocida como Kate Adams, es una abogada estadounidense y directiva especializada en grandes corporaciones y empresas multinacionales. Fue vicepresidente Senior y Consejera General de la multinacional Honeywell de 2009 a 2017. Y desde octubre de 2017 es Vicepresidenta Senior y Consejera General de Seguridad Legal y Global en Apple Inc.

## Trayectoria académica
Katherine Leatherman Adams nació en la ciudad de Nueva York, en Estados Unidos, el 20 de abril de 1964. Es hija de John Hamilton Adams, activo e influyente en la política y en el aparato administrativo del país, y de Patricia Brandon Adams, Smith de soltera.
En 1986, obtuvo la licenciatura en Literatura Comparada con la francesa y la alemana en la Universidad Brown, universidad privada estadounidense localizada en Providence, en el estado de Rhode Island. Es una de las ocho universidades que conforman la Ivy League. Posteriormente, en 1990, concluyó su Doctorado en Derecho en la Facultad de Derecho de la Universidad de Chicago.
A lo largo de su carrera, Adams también ocupó cargos académicos como profesora asistente adjunta de Derecho Ambiental en la Facultad de Derecho de la Universidad de Columbia y profesora asistente adjunta de Derecho en la Facultad de Derecho de la Universidad de Nueva York (1996-1998).

## Trayectoria profesional

### Instituciones públicas
Al principio de su carrera, en 1990 y 1991, fue asistente legal de Stephen Breyer, entonces juez principal del Tribunal de Apelaciones de los Estados Unidos de Primera Instancia. Después fue abogada litigante para el Departamento de Justicia de los Estados Unidos, en concreto en la Sección de Apelaciones, División de Medio Ambiente y Recursos Naturales. Y más tarde, en 1993 y 1994, desempeñó el cargo de asistente legal de la jueza Sandra Day O'Connor en la Corte Suprema de Estados Unidos.

### Sector privado
Adams inició una nueva etapa en el sector privado. Fue socia del bufete de abogados, originario de Chicago, Sidley Austin LLP, en su sede de Nueva York, hasta 2003.
Desde 2003 hasta 2017 desarrolló su carrera profesional ascendiendo en el organigrama progresivamente en Honeywell, importante empresa multinacional estadounidense que produce una variedad de productos de consumo, servicios de ingeniería y sistemas aeroespaciales para una amplia variedad de clientes, desde compradores particulares hasta grandes corporaciones y gobiernos. En la empresa estuvo a cargo de la estrategia legal global de la organización en más de 100 países, para su 128.000 empleados. Además, fue responsable de administrar todos los asuntos legales de la compañía, incluidos los archivos y declaraciones de la Comisión de Bolsa y Valores, gobierno corporativo, recursos humanos y beneficios, derechos de propiedad intelectual, litigios, cumplimiento ambiental, relaciones gubernamentales, así como adquisiciones y desinversiones. Desde 2009 a 2017 fue la Vicepresidenta Senior y Consejera General de Honeywell.
Desde octubre de 2017, Adams se hizo cargo de la Vicepresidencia Senior de Apple Inc., empresa multinacional estadounidense que diseña y produce equipos electrónicos, software y servicios en línea, conocida por productos como el iPod, iPad, iPhone, Apple Watch, Apple TV, IOS, iTunes, Safari, etc. Además, es Consejera General de Seguridad Legal y Global (SVP) de la compañía. Su antecesor en el cargo fue Bruce Sewell. Adams reporta directamente al CEO, Tim Cook. Ella como Vicepresidenta y Angela Ahrendts como responsable del negocio Retail en 2014 demuestran que la empresa va en dirección a la paridad en su cúpula, que existen directivas capacitadas y que están dispuestos a apostar por el aprovechamiento del talento sin estereotipos.

## Influencia
En septiembre de 2008, Adams fue invitada junto a otras personalidades relevantes residentes en Nueva York, entre ellas Paul Krugman, ganador del Premio Nobel de Economía de aquel año, a formar parte de una mesa redonda sobre economía que organizó Jon Corzine, el exPresidente y CEO de Goldman Sachs y ex gobernador de Nueva Jersey.
En 2009 fue elegida para el "Programa de reconocimiento a las 50 mejores mujeres en negocios" de NJBIZ, que reconoce a "las mujeres más dinámicas y distinguidas de Nueva Jersey en los negocios de hoy". El programa sirve para resaltar las contribuciones de estas directivas al mundo empresarial y a la comunidad y hace visible su capacidad para superar obstáculos en entornos de trabajo no tradicionales para las mujeres.
Forma parte de la membresía de la Junta directiva de la Geraldine R Dodge Foundation Trustee (en español Fideicomisario de la Fundación Geraldine R Dodge).